# Pseudohalonectria lignicola
Pseudohalonectria lignicola är en svampart som beskrevs av Minoura & T. Muroi 1978. Pseudohalonectria lignicola ingår i släktet Pseudohalonectria och familjen Magnaporthaceae.   Inga underarter finns listade i Catalogue of Life.